# هرم ماه

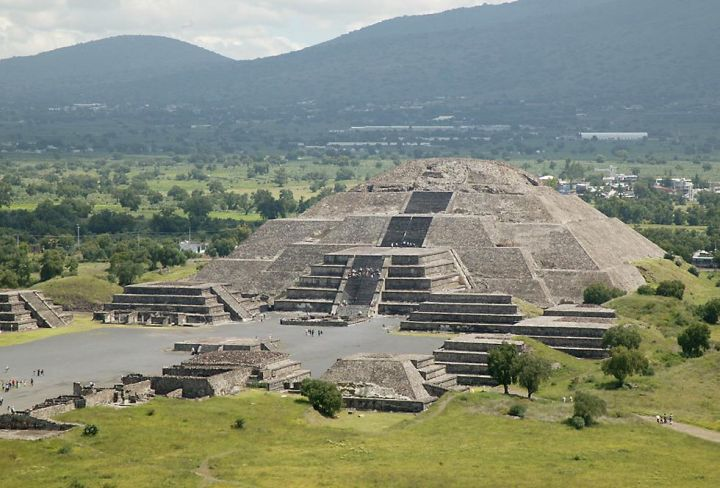

هرم ماه (Pirámide de la Luna) نام دومین بزرگترین هرم از یک مجموعه اهرام تاریخی ساخته شده در تئوتیهواکان است.
این هرم در قرن دوم میلادی ساخته شد.